# Routes E2x
Pour un article plus général, voir Route européenne.
Routes européennes de type 2x[pas clair].

## Routes de classe A
| Routes E | Am.(*) | Trajet                                           | Itinéraire elbruz.org |
| -------- | ------ | ------------------------------------------------ | --------------------- |
| E 20     | -      | Shannon (Irlande) - Saint-Pétersbourg (Russie)   | E20                   |
| E 21     | -      | Metz (France) - Genève (Suisse)                  | E21                   |
| E 22     | (*)    | Holyhead (Royaume-Uni) - Nijni Novgorod (Russie) | E22                   |
| E 23     | -      | Metz (France) - Lausanne (Suisse)                | E23                   |
| E 24     | -      | Birmingham (Royaume-Uni) - Ipswich (Royaume-Uni) | E24                   |
| E 25     | (*)    | Hoek van Holland (Pays-Bas) - Palerme (Italie)   | E25                   |
| E 26     | -      | Hambourg (Allemagne) - Berlin (Allemagne)        | E26                   |
| E 27     | -      | Belfort (France) - Aoste (Italie)                | E27                   |
| E 28     | -      | Berlin (Allemagne) - Gdańsk (Pologne)            | E28                   |
| E 29     | (*)    | Cologne (Allemagne) - Sarreguemines (France)     | E29                   |

## Routes de classe B
| Routes E | Am.(*) | Trajet                                       | Itinéraire elbruz.org |
| -------- | ------ | -------------------------------------------- | --------------------- |
| E 201    | -      | Cork (Irlande) - Portlaoise (Irlande)        | E201                  |
| E 231    | -      | Amsterdam (Pays-Bas) - Amersfoort (Pays-Bas) | E231                  |
| E 232    | -      | Amersfoort (Pays-Bas) - Groningue (Pays-Bas) | E232                  |
| E 233    | -      | Hoogeveen (Pays-Bas) - Brême (Allemagne)     | E233                  |
| E 234    | -      | Cuxhaven (Allemagne) - Walsrode (Allemagne)  | E234                  |
| E 251    | -      | Sassnitz (Allemagne) - Berlin (Allemagne)    | E251                  |
| E 261    | -      | Świecie (Pologne) - Wrocław (Pologne)        | E261                  |
| E 262    | (*)    | Kaunas (Lituanie) - Ostrov (Russie)          | -                     |
| E 271    | -      | Klaipėda (Lituanie) - Gomel (Biélorussie)    | E271                  |
| E 272    | -      | Klaipėda (Lituanie) - Vilnius (Lituanie)     | E272                  |

(*) Voir ci-dessous dans la section « amendement(s) »

## Amendement(s): extension ou modification du réseau[1]
- E 22 : extension Norrköping (S) - Ventspils - Rīga - Rezekne (LV) - Velikié Louki - Moscou - Vladimir - Nijni Novgorod (RUS)
- E 25 : extension Gênes (I) - Bastia − Porto-Vecchio − Bonifacio (F) - Porto Torres − Sassari − Cagliari - Palerme (I)
- E 29 : extension vers autoroute E25
- E 262 : nouvelle route Kaunas - Ukmergė (LT) - Daugavpils - Rezekne (LV) - Ostrov (RUS).